# SC Neubrandenburg
Maillots
Le SC Neubrandenburg est un club sportif allemand localisé dans la ville de Neubrandenburg, dans le Mecklembourg-Poméranie-Occidentale.
De nos jours, le club compte plus de 1 600 membres et propose de nombreuses sections dont l’Athlétisme, le Canoë, la Danse, le Football, le Triathlon, le Volley-ball,…

## Histoire

Ancien logo du SC Neubrandenburg, du temps de la RDA

Le club fut fondé le 1er janvier 1961, comme cercle omnisports sous le prétexte de développer la pratique des sports de compétitions afin de préparer des athlètes pour les Jeux Olympiques de Tokyo en 1964.
Le 1er mai 1962 fut ainsi créé le SC Neubrandenburg (SCN) avec des sections d’Athlétisme et de football. Par la suite d’autres sections vinrent s’ajouter comme le Canoë le 5 mai 1966.
Jusqu’à nos jours, le SC Neubrandenburg apporta plusieurs athlètes renommés à l’Allemagne: Rüdiger Helm et Andreas Dittmer remportèrent des médailles d’or olympique et de nombreux titres mondiaux en Canoë. L’Athlétisme fut aussi à l’honneur avec Astrid Kumbernuss (Poids), Franka Dietzsch (Disque), Katrin Krabbe (Sprint), Christine Wachtel, Sigrun Wodars (800 m) ou encore Brigitte Köhn (400 m),…

### Football 1962-1965
Dès sa création, la section football du SC Neubrandenburg se vit renforcée par tous les joueurs du BSG Turbine Neubrandeburg, englobés dans la nouvelle association.
Le BSG Turbine jouait alors en II. DDR-Liga. Le SC Neubrandenburg prit sa place pour la saison 1961-1962 à la fin de laquelle il termina 3e et gagna le droit de monter en DDR-Liga.
Deux ans plus tard, le club remporta le Groupe Nord et accéda à l’élite est-allemande, la DDR-Oberliga. 13e sur 14, le club fut immédiatement relégué, à la fin de la saison 1964-1965.
Jugé ayant un trop faible rendement, le SC Neubrandenburg perdit son rang de "Sportclub", prévu pour les sportifs d’élite.
Le 26 avril 1966 en football, il fut restructuré en BSG sous le nom de BSG Post Neubrandeburg en fusionnant avec le FSV Neubrandeburg, fondé le 19 janvier précédent.